# Norma Aleandrová
Norma Aleandro Robledo (* 2. května 1936 Buenos Aires) je argentinská herečka. Jejími rodiči jsou herci Pedro Aleandro a María Luisa Robledová. Od dětství hrála v buenosaireském divadle Smart, v roce 1952 debutovala na filmovém plátně; hrála ve více než čtyřiceti filmech, působila také v rozhlase a televizi. Pro své politické názory strávila léta vojenské diktatury Jorgeho Rafaela Videly v exilu. Po návratu hrála hlavní ženskou roli ve filmu Luise Puenza Oficiální verze, popisujícím zločiny páchané juntou: film vyhrál v roce 1986 Oscara za nejlepší cizojazyčný film, Aleandrová získala cenu pro nejlepší herečku na canneském festivalu, Donatellova Davida a New York Film Critics Circle Award. V životopisném filmu Gaby: A True Story ztvárnila pečovatelku invalidní spisovatelky Gabriely Brimmerové a byla nominována na Oscara za nejlepší ženský herecký výkon ve vedlejší roli. Za roli ve filmu Podzimní slunce byla oceněna na festivalu v San Sebastiánu a havanském festivalu. Je rovněž šestinásobnou držitelkou argentinské televizní Ceny Martína Fierra. Byla také obsazena od amerických filmů Válka jednoho muže a Osudové město, je aktivní jako scenáristka a režisérka.